# Thomas Bartlett

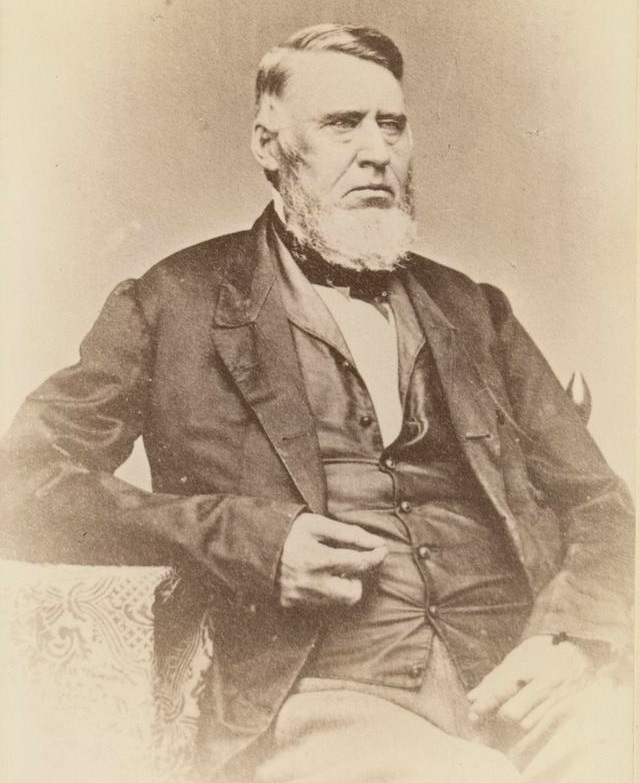
Thomas Bartlett

Thomas Bartlett Jr. (* 18. Juni 1808 in Sutton, Vermont; † 12. September 1876 in Lyndon, Vermont) war ein US-amerikanischer Politiker. Zwischen 1851 und 1853 vertrat er den vierten Wahlbezirk des Bundesstaates Vermont im US-Repräsentantenhaus.

## Werdegang
Thomas Bartlett besuchte die öffentlichen Schulen seiner Heimat. Nach einem Jurastudium und seiner 1833 erfolgten Zulassung als Rechtsanwalt begann er in Groton in diesem Beruf zu arbeiten. Im Jahr 1836 verlegte er seinen Wohnsitz und seine Anwaltskanzlei nach Lyndon. Zwischen 1839 und 1842 war er Bezirksstaatsanwalt im Caledonia County.
Bartlett war Mitglied der Demokratischen Partei. Von 1841 bis 1842 gehörte er dem Senat von Vermont an; zwischen 1849 und 1855 war er mehrfach Abgeordneter im Repräsentantenhaus des Staates. In den Jahren 1850 und 1857 war er jeweils Delegierter auf Versammlungen zur Überarbeitung der Verfassung von Vermont. 1850 wurde Bartlett im vierten Bezirk des Staates in das US-Repräsentantenhaus in Washington, D.C. gewählt, wo er am 4. März 1851 die Nachfolge von Lucius Benedict Peck antrat. Bis zum 3. März 1853 konnte er nur für eine Legislaturperiode im Kongress verbleiben. In dieser Zeit war er Vorsitzender des Ausschusses zur Verwaltung öffentlicher Gebäude. Bartlett war der letzte Kongressabgeordnete des vierten Distrikts von Vermont, der 1852 aufgelöst wurde. Ein im selben Jahr unternommener Versuch einer Kandidatur in einem anderen Bezirk blieb erfolglos.
Nach dem Ende seiner Zeit im Kongress arbeitete Thomas Bartlett wieder als Anwalt. Er starb im September 1876 in Lyndon und wurde dort auch beigesetzt.